# UnIsong
UnIsong（ユニソング）は、SOUL'd OUT初の配信限定シングル。2012年2月8日にSMEより発売。

## 概要
この曲のMVは、SOUL'd OUT初となるフルCGを使用している。また、CLUB S.Oコンテンツとして展開されているDiggy-MO'によるコーナー「帽子の中身」の第1弾は、「UnIsong」独占インタビューとなっている。

## 収録アルバム
- so_mania (#1)
- SOUL'd OUT 10th Anniversary BEST & BOX "Decade" (#1)
- To From (#1)